# Zbigniew Kuniewicz
Zbigniew Kuniewicz (ur. 25 października 1961 w Cedyni) – polski profesor nauk społecznych w zakresie prawa, nauczyciel akademicki.

## Wykształcenie
W 1984 ukończył studia ekonomiczne na  Wydziale Inżynieryjno-Ekonomicznym Transportu Politechniki Szczecińskiej, zaś w 1987 studia prawnicze na Wydziale Prawa i Administracji Uniwersytetu im. Adama Mickiewicza w Poznaniu. W 1987 rozpoczął pracę na obecnym Wydziale Prawa i Administracji Uniwersytetu Szczecińskiego będącym wówczas Instytutem Prawa i Administracji. Stopień naukowy doktora uzyskał w 1991 na Wydziale Prawa i Administracji Uniwersytetu im. Adama Mickiewicza w Poznaniu na podstawie rozprawy Odpowiedzialność odszkodowawcza organu nadzorczego wobec przedsiębiorstwa przygotowanej pod kierownictwem prof. zw. dr. hab. Bronisława Ziemianina. W 2005 na tym samym wydziale uzyskał stopień doktora habilitowanego na podstawie dorobku naukowego oraz rozprawy Reprezentacyjna funkcja zarządu spółki kapitałowej. 
W 2024 uzyskał tytuł profesora nauk społecznych w dyscyplinie nauk prawnych.

## Sprawowane funkcje
Pełnił następujące funkcje na Wydziale Prawa i Administracji Uniwersytetu Szczecińskiego:
- prodziekan WPiA ds. studiów stacjonarnych (1996–1999),
- prodziekan WPiA ds. spraw zaocznych studiów administracyjnych (2002–2008),
- dziekan WPiA (2010–2019).